# Utagoe wa Mille-Feuille
Utagoe wa Mille-Feuille (うたごえはミルフィーユ Utagoe wa Mirufīyu?) es un proyecto de medios mixtos con temática Musical japonesa que presenta temas de a capela, chicas de secundaria y complejos creado por Pony Canyon y Takuya Yamanaka que comenzó en abril de 2022.
Una adaptación a serie de televisión de anime producida por Jumondō se estrenó el 17 de julio de 2025.

## Argumento
Uta Komaki, estudiante de primer año de preparatoria, adora cantar, pero es extremadamente tímida y algo cobarde. Ella quiere unirse al club de música ligera para su debut en la preparatoria, pero la deslumbrante presencia de los miembros la intimida demasiado como para presentar su solicitud.
En su momento de desesperación, recibe una invitación para unirse al club de a capela del presidente, Airi Kojou... El club de a capela está lleno de individuos únicos; algunos podrían decir que son un poco raros.
Aunque no sean llamativos ni populares, hay un tipo especial de jóvenes que conectan a través de sus voces, creando algo verdaderamente único.

## Personajes

### Grupo 1
Uta Kamaki (小牧嬉歌 Kamaki Uta?)
 Seiyū: Mirai Ayase
Musubu Mayumori (繭森結 Mayumori Musubu?)
 Seiyū: Yūko Natsuyoshi
Airi Kojō (古城愛莉 Kojō Airi?)
 Seiyū: Kanoko Sudō
Rei "Reirei" Konoe (近衛玲音 Konoe Rei?)
 Seiyū: Misato Matsuoka
Urū "Ururu" Miyazaki (宮崎閏 Miyazaki Urū?)
 Seiyū: Miharu Hanai
Yako "Kuma-chan" Kumai (熊井弥子 Kumai Yako?)
 Seiyū: Haruka Aikawa

### Parabola
Mizuki Fujishiro (藤代聖 Fujishiro Mizuki?)
 Seiyū: Moeka Koizumi
Zoy Dlaunay (ゾーイ・デルニ Zōi Deruni?)
 Seiyū: Asaka
Kikka Sengoku (仙石喜歌 Sengoku Kikka?)
 Seiyū: Nao Tōyama
Tamaki Reira (環木鈴蘭 Reira Tamaki?)
 Seiyū: Yoshino Aoyama
Karin Minami (南佳凛 Minami Karin?)
 Seiyū: Kiyozo

## Media

### Anime
Durante el primer evento del proyecto, que se celebró el 17 de junio de 2023, se anunció una adaptación al anime titulado Harmony of Mille-Feuille.
Más tarde se reveló que se trataba de una serie de televisión producida por Jumondō y dirigida por Kiyoto Nakajima, con Takuya Satō como director en jefe, Takuya Yamanaka escribiendo los guiones de la serie, Chisato Kikunaga y Hitomi Kaiho diseñando los personajes y Shun Narita componiendo la música.
La serie se estrenó el 17 de julio de 2025. Plus Media Networks Asia obtuvo la licencia de la serie en el Sudeste Asiático y la transmite en Aniplus Asia.